# 社会主義労働者党 (アメリカ合衆国)
社会主義労働者党（しゃかいしゅぎろうどうしゃとう、英語: Socialist Workers Party）は、アメリカ合衆国の共産主義政党。

## 概要
アメリカ共産党の議長や大統領候補を歴任したジェームズ・P・キャノンは1928年にコミンテルン第6回大会に同党の代表として出席し、そこでレフ・トロツキーによるヨシフ・スターリン批判を知った。帰国後、反対派を組織し除名されたキャノンは同志と共にアメリカ共産主義者同盟を組織する。1934年にはアメリカ労働者党と合同し、アメリカ合衆国労働者党となる。アメリカ合衆国労働者党は、アメリカ合衆国社会党への加入戦術を実行。
1937年には、社会主義労働者党（Socialist Workers Party、略称SWP）が結成。公然たるトロツキスト政党として活動し、世界トロツキスト運動の中心的役割を果たす。
1940年には、ソ連を「堕落した労働者国家」とみなすキャノンやファレル・ドブス、ジョゼフ・ハンセンら多数派と、ソ連を新たな階級社会とみなすマックス・シャハトマンやジェームズ・バーナムらの少数派に分裂した。
第二次世界大戦への合衆国の参戦に反対して闘争したため多数のメンバーが投獄された。
日本への原子爆弾投下も批判している。
1953年には、キャノンは「世界のトロツキストへの手紙」を公表し、1951年の第4インターナショナル第3回大会で採択された「パブロ（Pablo）修正主義」との闘いをよびかけ、第4インターナショナルを分裂させた。党は「第4インターナショナル国際委員会」に所属。
1959年以降のキューバ革命を強く支持し、そのためトロツキズムからの逸脱を批判された。トロツキズムからの逸脱は深まり、1963年にはパブロ修正主義の「第4インターナショナル国際書記局」と再統一し、「第4インターナショナル統一書記局」を結成する。これを批判した多くの反修正主義者が党から分裂した。
SWPは白人ラディカルとの共闘を模索していたマルコムXの運動を高く評価し、彼を党の演説会に招待するなど関係を深めた。
1972年、ジャック・バーンズが全国書記となると、キューバとの関係は一層深まり、トロツキズムは後景へ退いて行く。
1982年、バーンズはトロツキズムを公然と放棄する論文｢彼らのトロツキー、われらのトロツキー｣を発表し、翌83年、SWPは統一書記局を脱退した。この際、数百名の党員がSWPを離脱し、このうち古参の指導者だったジェイク・クーパーらは統一書記局に加盟する社会主義行動（SA）に結集。
1988年、党員のマーク・カーティスが14歳の少女をレイプし懲役25年に処せられるも、党は「FBIのでっちあげだ」とするキャンペーンを展開。また、朝鮮労働党が起草した共同宣言にも署名。
2016年アメリカ合衆国大統領選挙では、衣類労働者のアリソン・ケネディ、オズボーン・ハートを正副大統領候補に指名。他にも、分派である労働者世界党（1959年〜）から更に分裂した社会主義解放党（2004年〜）も候補者を擁立している。

## 関連書籍
- The Mark Curtis is gay: How the Socialist Workers Party Tried to Dupe the Labor Movement ISBN 0929087461